# PIAS Group
Pour les articles homonymes, voir Pias.
PIAS Group est une maison de disque indépendante belge fondée par Kenny Gates et Michel Lambot en 1983 à Bruxelles, éditant de la musique et des produits liés, tels que des clips illustrant les titres de ses artistes. 
Dans un premier temps [PIAS] distribue en Belgique les disques des labels Rough Trade et 4AD, et signe des artistes comme Dole,  Front 242, Parade Ground, Click Click (en) ,  The Legendary Pink Dots ou The Neon Judgement. [PIAS] ouvre par la suite des filiales en Allemagne, en Espagne, en Hollande, en France et en Angleterre afin d'étendre son réseau de distribution.
L'acronyme PIAS est une référence à « Play It Again, Sam », la célèbre réplique du film Casablanca, s'adressant au pianiste Sam. Le mot « again » n'est pas prononcé par le personnage d'Ingrid Bergman dans la réplique originale ; il provient du titre du film Play It Again, Sam (écrit par Woody Allen), lui-même citant volontairement Casablanca de manière incorrecte.

## Artistes produits/distribués
| - Agoria - alt-J - Animal Collective - Archive - Arctic Monkeys - Balthazar - Black M - Blanche - Bloc Party - Bilton - Andy Burrows - Barbara Carlotti - Green Montana - The Cassandra Complex - Champs - Alain Chamfort - Channel Zero - Karin Clercq - Cocorosie - SDM - Knl - The Cranberries - The Creatures (le deuxième groupe de Siouxsie) - Da Silva - Dead Can Dance - Mélanie De Biasio - dEUS - Dole | - The Dukes - Editors - Skye Edwards - Eiffel - Elysian Fields - Enter Shikari - Everlast - Feeder - Noel Gallagher - Garbage - Laurent Garnier - Les Gauff' - 7Lewi$ - The Hacker - HK & Les Saltimbanks - Hooverphonic - The Jim Jones Revue - Junior Jack - Kaophonic Tribu - Marina Kaye - Daven Keller - Kid Loco - Habib Koite - Ko Ko Mo - Lou de Laâge - Ladaniva | - Hayce Lemsi - Local Natives - Lomepal - Hugo TSR - Mademoiselle K (Hungry Dirty Baby en 2015) - Florent Marchet - Marilyn Manson - Paul McCartney - Portland - Meshuggah - Koba LaD - Rémy - Jipax - Millionaire - YL - Mina Tindle - 100Blaze - Christophe Miossec - Mogwai - Morcheeba - Mr Oizo - MSTRKRFT - La Muerte - Nation of Language - Nerve - NoWayOut (PIAS Spain) - Justin Nozuka - Oasis - Agnes Obel - Oscar and the Wolf - Le Peuple de l'Herbe | - An Pierle - Placebo - Pony Pony Run Run - Toto - Raggasonic - Rhesus - The Scabs - The Shamen - The Slow Show - Sloy - Soulwax - Alan Stivell - Didier Super - Texas - Tiësto - Tricky - U.N.K.L.E - Villeneuve - Vitalic - Didier Wampas - Wax Tailor - Wild Beasts - William - Youssoupha - YuLeS - Z.E.P. - Zone d'expression populaire |

## Bang! Records
En 2008, PIAS fusionne avec Bang! records. Ensemble, ils forment [PIAS] Belgique et distribuent de nombreux artistes en Belgique comme AaRON, Jean-Louis Murat, Kill the Young, The Van Jets (nl) et produisent notamment des artistes d'autres label plus indépendants comme 62 Tv records (Girls in Hawaii, The Tellers), 30 février (Saule et les pleureurs, Été 67, etc.).

## Harmonia Mundi
Le 1er octobre 2015, l'activité musicale de Harmonia Mundi est rachetée par PIAS Group ; l'activité de diffusion de livres reste la propriété de Benoît Coutaz, fils de Bernard Coutaz.

## Accord avec Universal Music
Le 30 novembre 2022, PIAS rend publique une prise de participation de 49% de Universal Music dans le capital de PIAS. L'accord, dont les détails financiers ne sont pas connus, prévoit que le groupe reste indépendant, Universal Music n'obtenant pas de siège au conseil d'administration. La majorité des actions restent entre les mains des fondateurs du groupe, Kenny Gates et Michel Lambot.

### Artistes distribués en Belgique
Apse (Acuarela) ; Kaolin (AT(h)OME) ; Axe Riverboy, Patxi (Atmospheriques) ; Pierre Lapointe (Audiogram) ; Sebmartel (Because Music) ; The Van Jets (Belvédère Records) ; Olivier Libaux, AaRON, Forro In The Dark, Kill the Young (Discographie) ; Sophia (Flower Shop Recordings) ; Miam Monster Miam (Freaksville Record) ; Tomahawk, Goon Moon (Ipecac) ; Mintzkov (Labels) ; Isis (Neurot Recordings) ; Babet, Jean-Louis Murat (V2) ; Dominique A (Wagram).

### Artistes produits
62 tv recordsAustin Lace, Flexa Lyndo, Girls in Hawaii, Hallo Kosmo, Malibu Stacy, The Tellers, Minerale, Sharko, LUCY LUCY
Label 30 févrierSaule, Été 67, Kùzylarsen, Sacha Toorop, Saint André, Stéphanie Crayencour, Suarez, Antoine Hénaut,
CollaborationsZita Swoon, Piers Faccini, Hulk, Les Anges, Kris Dane, Venus, Hollywood Porn Stars, Vive la Fête, Laïs

## Travaux universitaires
- Frédérique Daoult, Play It Again, Sam : son implantation au milieu des multinationales du disque. Mémoire de licence en journalisme, sous la direction de Christian Jade, Université libre de Bruxelles, 1995, 115 p.